# Forell (Schweizer Adelsgeschlecht)

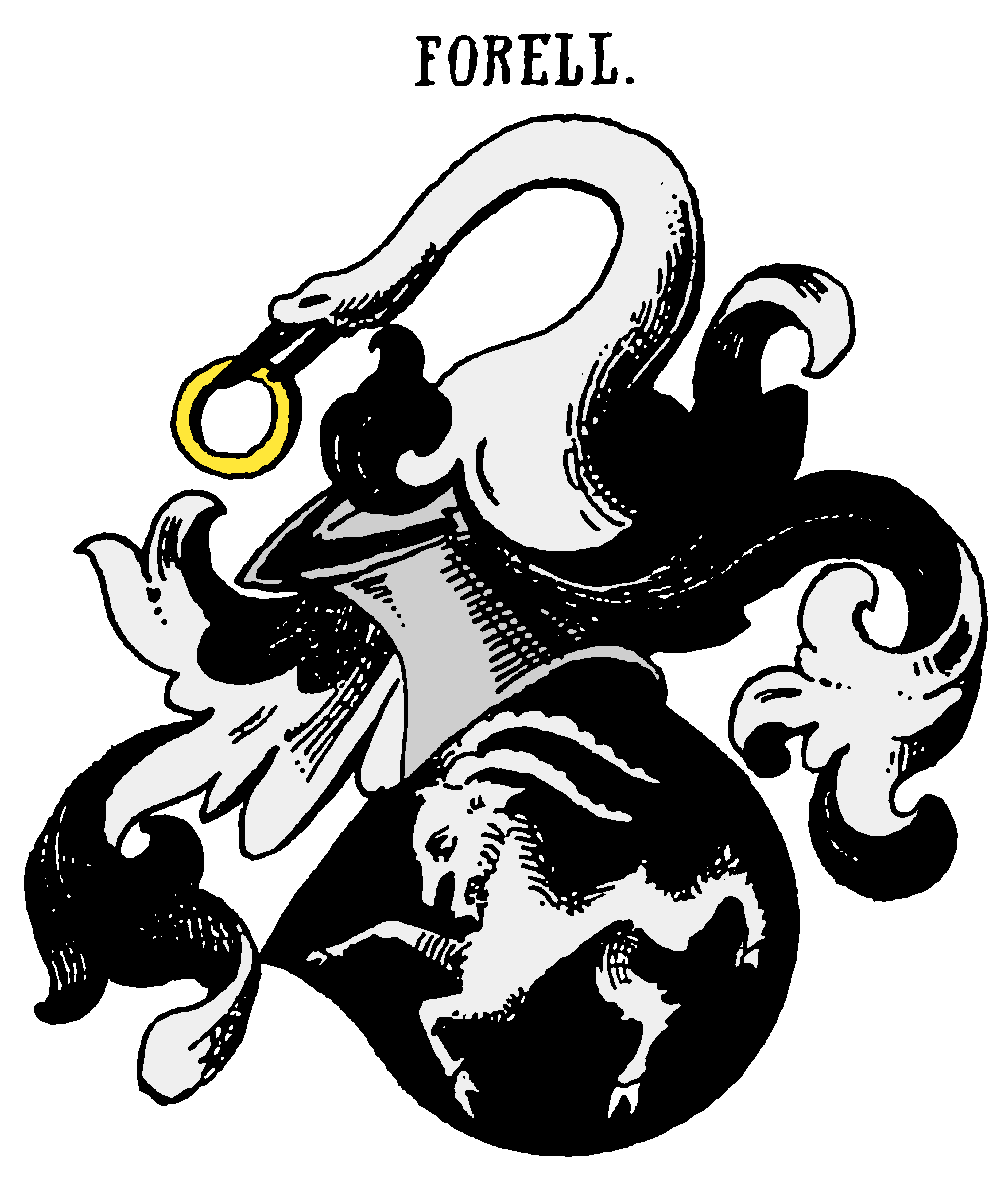
Wappen derer von Forell

Forell (auch: Griset von Forell bzw. Grisett oder Grisetti) ist der Name eines schweizerisch-preußischen Adelsgeschlechts.
Die Familie ist von dem gleichnamigen, aber wappenverschiedenen, nicht-verwandten westfälisch-preußischen Adelsgeschlecht Forell zu unterscheiden.

## Geschichte
Das hier behandelte Geschlecht stammt ursprünglich aus Savoyen, kam zunächst nach Freiburg im Üechtland, Kanton Freiburg, in der Schweiz, wo auch das gleichnamige Stammgut Forel lag, und gehörte in der Schweiz zum Uradel. Schon seit dem 15. Jahrhundert besaß die Familie das Freiburger Erbbürgerrecht. Sie stellte mehrere Staatsräte, Landvogte, Schultheißen und Ratsherren. Der schweizerische Stammsitz Forell verlor durch die Französische Revolution 1798 seine Herrschaftsrechte. Die Familie führte den Freiherrentitel und war später in Preußen bedienstet.
Franz Nicolaus von Forell († 1786) war Malteserritter, Oberhofmeister des Prinzen Xaver von Sachsen sowie königlich-polnischer und kursächsisch-wittenbergischer Oberhofmarschall. Sein Neffe, Joseph Ludwig Bruno von Forell, Major im Dienst der Eidgenossenschaft, ebenfalls Malteserritter, wurde 1776 Coadjutor der Komturei Weissensee. Zur Familie gehörten ferner Johann Joseph von Forell, 1784 Generalmajor, 1790 Generalleutnant, 1799 General der kursächsischen Schweizergarde, 1799 General der preußischen Infanterie, sowie Wilhelm August Jakob von Forell, der zunächst beim Füsilier-Bataillon von Keyserlingk, 1811 dann beim 6. Infanterie-Regiment stand. Beide waren gebürtig aus der Schweiz. 1826 war ein von Forell Capitän beim 28. Infanterie-Regiment, 1839 zwei von Forell Sekondelieutenants beim 16. Infanterie-Regiment.

## Familienmitglieder
- Franz Joseph Nikolaus Griset de Forell (1701–1786), Malteserritter, Prinzenerzieher, kursächsischer Hofmarschall und Minister
- Johann Joseph Griset de Forell (1741–1820), kursächsischer General der Infanterie

## Wappen
Blasonierung: In Schwarz ein aufspringender silberner Steinbock. Auf dem Helm ein silberner Schwanenhals mit einem goldenen Ring im Schnabel. Die Helmdecken sind schwarz-silbern.

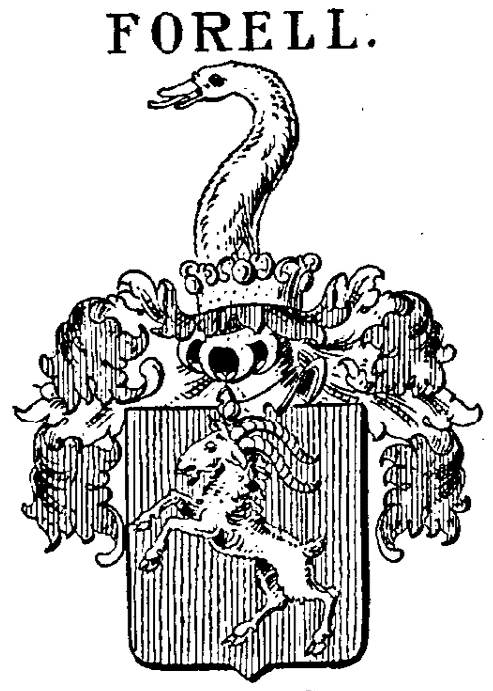
Abweichende Wappendarstellung mit rotem Schild und rot-silbernen Decken (Siebmacher (1906))
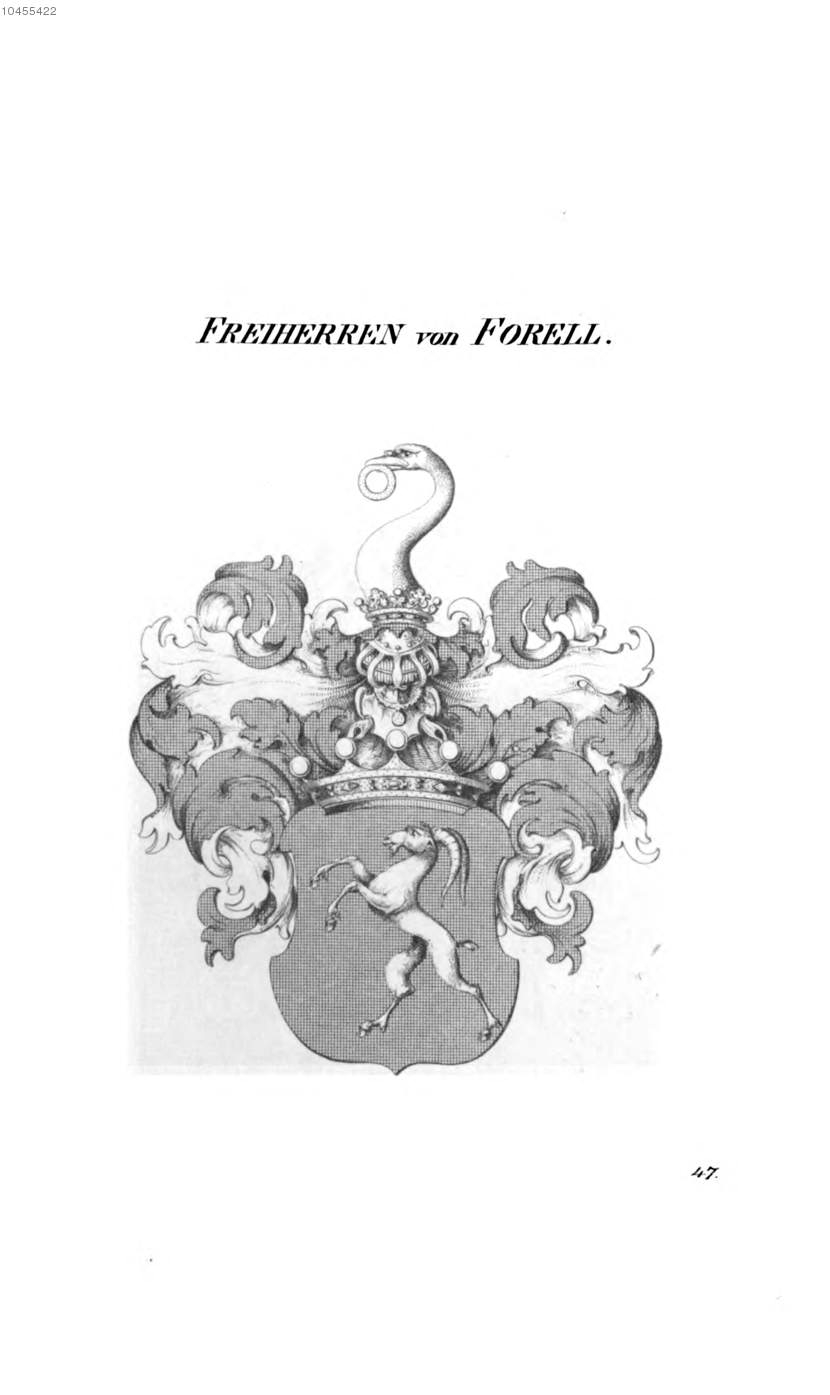
Wappen der Freiherren von Forell (Tyroff)
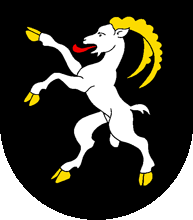
Wappen der Ortschaft Forel FR